# Pararchaea alba
Genre
Espèce
Pararchaea alba, unique représentant du genre Pararchaea, est une espèce d'araignées aranéomorphes de la famille des Malkaridae.

## Distribution
Cette espèce est endémique de Nouvelle-Zélande.

## Description

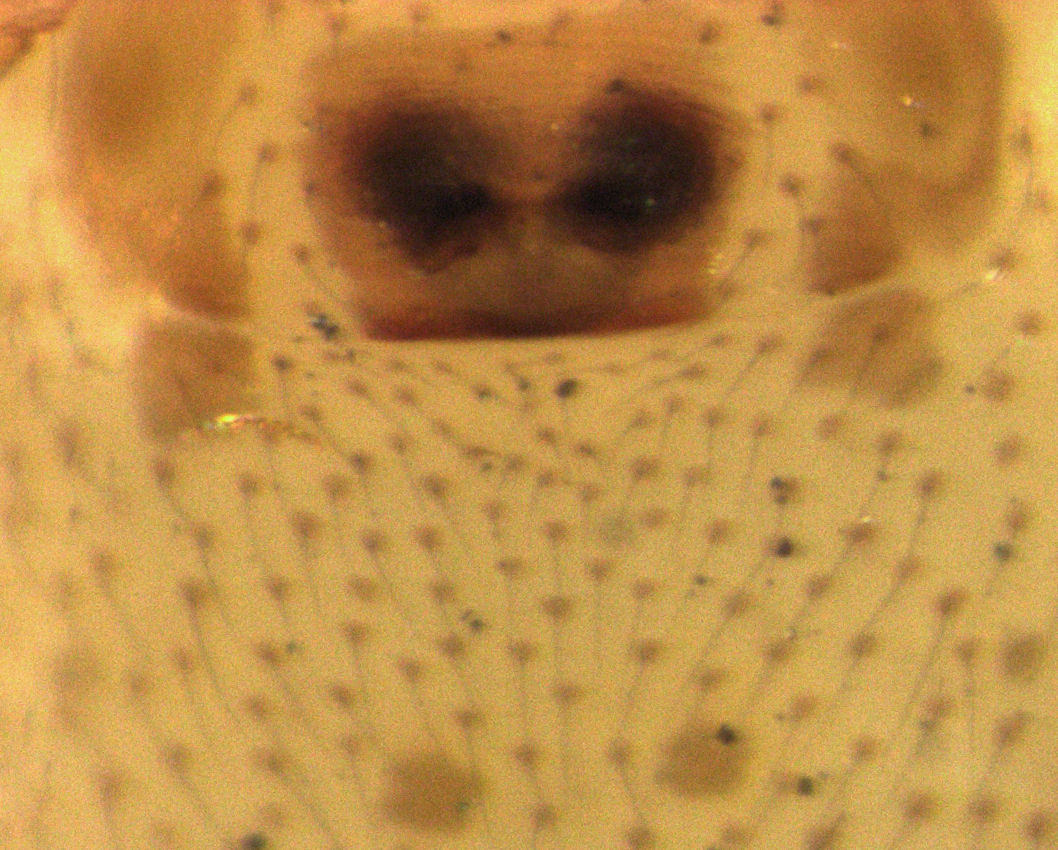
Épigyne

La carapace du mâle holotype mesure 0,631 mm de long sur 0,581 mm et l'abdomen 0,913 mm de long sur 0,581 mm et la carapace de la femelle paratype mesure 0,788 mm de long sur 0,763 mm et l'abdomen 0,954 mm de long sur 0,792 mm. Le céphalothorax est brun foncé et l'abdomen jaune. 

## Publication originale
- Forster, 1955  : Spiders of the family Archaeidae from Australia and New Zealand. Transactions of the Royal Society of New Zealand, vol. 83, p. 391-403 (texte intégral).